# Robert Hossein
Robert Hossein, pseudoniem van Robert Hosseinoff (Parijs, 30 december 1927 – Essey-lès-Nancy, 31 december 2020), was een Franse acteur, cineast, scenarioschrijver, schrijver, toneelregisseur, theaterdirecteur en regisseur van spektakels.

## Leven en werk

### Afkomst, opleiding en doorbraak in het theater
Hossein was de zoon van André Hossein, een componist van Azerbeidzjaanse afkomst, en van een actrice afkomstig uit Kiev. Al heel vroeg volgde hij toneellessen bij René Simon en bij Tania Balachova. Hij behaalde zijn eerste succes op 19-jarige leeftijd in Les voyous. Hij dankte zijn doorbraak op de planken echter aan Jean Genet, die hem in 1949 een van de hoofdrollen aanbood in zijn nieuw (en tweede) toneelstuk Haute Surveillance. Tegelijkertijd deed Hossein ook al wat figurantenwerk in films zoals Le Diable boiteux ( Sacha Guitry, 1948) en Aux yeux du souvenir (Jean Delannoy, 1948). Hij deed verder acteer- en regie-ervaring op in zijn eigen toneelstukken en in werk naar zijn vriend Frédéric Dard en naar Georges Simenon. Met zijn regie van Dards stuk Les salauds vont en enfer startte hij een jarenlange toneelsamenwerking met Dard.

### Jaren vijftig: de eerste ervaringen als filmregisseur en de eerste belangrijke filmrollen
Niet verwonderlijk dat zijn eerste filmregie de adaptatie Les salauds vont en enfer (1955) betrof. Hij speelde er zelf in mee, zoals hij later in de meeste van zijn vijftien geregisseerde films zou doen. De vijf films die hij verwezenlijkte in de jaren vijftig waren verfilmingen van (misdaad)romans van Dard. Zijn eerste echtgenote Marina Vlady vertolkte bijna altijd het vrouwelijke hoofdpersonage. Ondertussen kwam zijn carrière in een stroomversnelling dankzij de klassieke kraakfilm Du rififi chez les hommes (Jules Dassin, 1955). Vanaf dan begon hij in de ene film na de andere te spelen en  ook te regisseren, voornamelijk drama's en misdaadfilms. Uit die beginperiode dateren het drama Crime et Châtiment (derde filmversie van de gelijknamige roman van Fjodor Dostojevski, Georges Lampin, 1956), waarin hij Jean Gabin als tegenspeler had, evenals de films noirs Méfiez-vous fillettes (Yves Allégret, 1957) en Chair de poule (Julien Duvivier, 1963), twee verfilmingen van romans van thrillerspecialist James Hadley Chase.

### Jaren zestig: de drukke topperiode
In de jaren zestig culmineerden zijn filmactiviteiten tot 46 rollen. Hij werd een van de geliefkoosde acteurs van zijn vriend Roger Vadim met wie hij zes films draaide. Het drama Le Repos du guerrier (1962) waarin hij de affiche deelde met Brigitte Bardot was daarvan de bekendste en de succesrijkste. In 1964 vertolkte hij de romantische held in Angélique Marquise des Anges, de eerste van een commercieel succesvolle reeks van vijf historische avonturenfilms waarin hij een populair acteurskoppel vormde met Michèle Mercier. In het zog van die reeks verleende hij ook zijn medewerking aan de historische avonturenfilm Madamigella di Maupin (Mauro Bolognini, 1967). In diezelfde vruchtbare periode gaf hij in de hoedanigheid van regisseur de hoofdrol van drie van zijn films aan zijn nieuwe levensgezellin Marie-France Pisier. Vooral de dramatische thriller Le Vampire de Düsseldorf (1965) was sober en beklijvend. De film voerde het verhaal op van de kindermoordenaar die terreur zaait onder de bevolking van Düsseldorf, onderwerp dat ook al was verfilmd door Fritz Lang en Joseph Losey. Al die rollen beletten hem niet ook in een intimistische film als La Musica (Marguerite Duras, 1967) te spelen. In 1968 realiseerde hij een Franse western, Une corde, un Colt, waarvoor hij Michèle Mercier uitkoos aan zijn zijde.

### Jaren zeventig: terug naar het theater
Vanaf het begin van de jaren zeventig nam Hossein minder filmrollen aan. Hij voelde zich opgesloten in het filmpersonage van de avontuurlijke en romantische held. Hij besliste in 1970 Parijs te verlaten om in Reims regisseur van een theatergezelschap te worden.  Hij bracht er werk op de planken van onder meer Dostojewski, Gorki en Shakespeare. Zo regisseerde hij in 1972 Isabelle Adjani in La casa de Bernarda Alba van Lorca, het stuk dat haar naam voor het eerst bekend maakte. Hij speelde nog de hoofdrol in vermeldenswaardig werk als de misdaadfilm Le Casse (1971), een van de succesrijkste films van veteraan Henri Verneuil en in het aangrijpende priesterdrama Prêtres interdits (Denys de La Patellière, 1973) met Claude Jade.

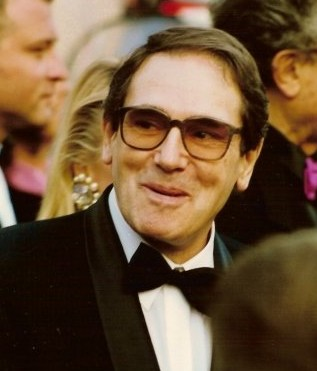
Robert Hossein op het Filmfestival van Cannes (1992)

### Jaren tachtig
Hij zette de jaren tachtig krachtig in met de kaskraker Le Professionnel (Georges Lautner, 1981), een spionagefilm waarin hij, na Le Casse, opnieuw Jean-Paul Belmondo als tegenspeler op zijn weg vond. Datzelfde jaar was hij te zien in het muzikaal getinte historisch fresco Les Uns et les Autres, de artistieke en commerciële comeback van Claude Lelouch. In 1982 leverde hij, twaalf jaar na zijn laatste film, Les Misérables af, een indrukwekkende en erg succesvolle versie van Hugo's beroemde roman. In 1986 regisseerde hij zijn vrouw Candice Patou in zijn laatste film Le caviar rouge, een verfilming van een werk van zijn "compagnon de route" Dard. Vanaf de jaren negentig verscheen hij almaar minder op het grote scherm.

### De regisseur van groots opgezette spektakels
Ondertussen was Hossein teruggekeerd naar Parijs. Hij begon er vanaf 1975 een hele serie grootschalige historische (en muzikale) spektakels op poten te zetten waarin de nadruk werd gelegd op de interactie met het publiek. Zo creëerde hij in het Palais des Sports en in het Palais des congrès de Paris onder meer Pantserkruiser Potjomkin (1975), Notre-Dame de Paris (1978), Danton et Robespierre (1979), Les Misérables (1980), Je m'appelais Marie-Antoinette (1993) en Celui qui a dit non (1999) die de strijd van Charles de Gaulle tijdens de Tweede Wereldoorlog evoceerde. Vooral Les Misérables kende enorm veel succes en werd op Broadway hernomen.
In de jaren tweeduizend zette hij zijn groots opgezette spektakels voort met onder meer Ben Hur (2006) en N'ayez pas peur (2007, gewijd aan paus Johannes Paulus II). Van 2000 tot 2008 leidde hij het Théâtre Marigny in Parijs.

### Privéleven
In 1955 trad Hossein in het huwelijk met de actrice Marina Vlady met wie hij twee zonen kreeg, Pierre en Igor. Het koppel scheidde, en in 1962 hertrouwde hij met Caroline Eliacheff, de toen 15-jarige dochter van schrijfster, feministe en latere politica Françoise Giroud. Eliacheff gaf hem een zoon, Aaron. Na zijn tweede scheiding begon hij een relatie met Marie-France Pisier. Nadat Pisier en Hossein uit elkaar waren gegaan werd hij de levensgezel van actrice Pascale Rivault en, vanaf 1973, van een andere jonge actrice, Michèle Watrin, tot die het jaar daarop in een auto-ongeval overleed. In 1976 trouwde hij voor de derde keer, met actrice Candice Patou.
Hij overleed op oudejaarsdag 2020 op 93-jarige leeftijd.

## Filmografie

### Acteur (selectie)
- 1948: Le Diable boiteux (Sacha Guitry)
- 1948: Aux yeux du souvenir (Jean Delannoy)
- 1955: Du rififi chez les hommes (Jules Dassin)
- 1955: Les salauds vont en enfer (Robert Hossein)
- 1956: Crime et Châtiment (Georges Lampin)
- 1957: Sait-on jamais... (Roger Vadim)
- 1957: Méfiez-vous fillettes (Yves Allégret)
- 1959: Toi, le venin (Robert Hossein)
- 1959: La Sentence (Jean Valère)
- 1959: Les Scélérats (Robert Hossein)
- 1959: Des femmes disparaissent (Edouard Molinaro)
- 1959: Du rififi chez les femmes (Alex Joffé)
- 1959: La Nuit des espions (Robert Hossein)
- 1960: La Menace (Gérard Oury)
- 1960: Les Canailles (Maurice Labro)
- 1961: Le Jeu de la vérité (Robert Hossein)
- 1961: Le Goût de la violence (Robert Hossein)
- 1961: Madame Sans-Gêne (Christian-Jaque)
- 1962: Les Petits Matins (Jacqueline Audry)
- 1962: Le Repos du guerrier (Roger Vadim)
- 1963: Chair de poule (Julien Duvivier)
- 1963: Le Meurtrier (Claude Autant-Lara)
- 1963: Le Vice et la vertu (Roger Vadim)
- 1963: Les Grands Chemins (Christian Marquand)
- 1964: La Mort d'un tueur (Robert Hossein)
- 1964: Les Yeux cernés (Robert Hossein)
- 1964: Angélique marquise des anges (Bernard Borderie)
- 1965: Le Vampire de Düsseldorf (Robert Hossein)
- 1965: La Fabuleuse Aventure de Marco Polo (Denys de La Patellière en Noël Howard)
- 1965: Le Tonnerre de Dieu (Denys de La Patellière)
- 1966: La Seconde Vérité (Christian-Jaque)
- 1966: La Longue Marche (Alexandre Astruc)
- 1966: Angélique et le roy (Bernard Borderie)
- 1967: Madamigella di Maupin (Mauro Bolognini)
- 1967: L'homme qui trahit la mafia (Charles Gérard)
- 1967: La Musica (Marguerite Duras)
- 1967: J'ai tué Raspoutine (Robert Hossein)
- 1967: Indomptable Angélique (Bernard Borderie)
- 1968: La Femme écarlate (Jean Valère)
- 1968: Angélique et le sultan (Bernard Borderie)
- 1969: Nell'anno del Signore (Luigi Magni)
- 1969: Une corde, un Colt (Robert Hossein)
- 1969: La Vie, l'Amour, la Mort (Claude Lelouch)
- 1969: Le Voleur de crimes (Nadine Trintignant)
- 1970: Point de chute (Robert Hossein)
- 1971: Le Casse (Henri Verneuil)
- 1972: Hellé (Roger Vadim)
- 1972: Un meurtre est un meurtre (Étienne Périer)
- 1973: Don Juan 73 ou Si Don Juan était une femme... (Roger Vadim)
- 1973: Prêtres interdits (Denys de La Patellière)
- 1974: Le Protecteur (Roger Hanin)
- 1975: Le Faux-cul (Roger Hanin)
- 1981: Les Uns et les Autres (Claude Lelouch)
- 1981: Le Professionnel (Georges Lautner)
- 1982: Le Grand Pardon (Alexandre Arcady)
- 1983: Surprise Party (Roger Vadim)
- 1984: Liberté, égalité, choucroute (Jean Yanne)
- 1986: Le Caviar rouge (Robert Hossein)
- 1986: Un homme et une femme, 20 ans déjà (Claude Lelouch)
- 1987: Lévy et Goliath (Gérard Oury)
- 1989: Les Enfants du désordre (Yannick Bellon)
- 1995: Les Misérables (Claude Lelouch)
- 1999: Vénus Beauté (institut) (Tonie Marshall)
- 2003: San-Antonio (Frédéric Auburtin)
- 2006: La Disparue de Deauville (Sophie Marceau)

### Regisseur
- 1955: Les salauds vont en enfer
- 1956: Pardonnez nos offenses
- 1959: Toi, le venin
- 1959: Les Scélérats
- 1959: La Nuit des espions
- 1961: Le Jeu de la vérité
- 1961: Le Goût de la violence
- 1964: La Mort d'un tueur
- 1964: Les Yeux cernés
- 1965: Le Vampire de Düsseldorf
- 1967: J'ai tué Raspoutine
- 1969: Une corde, un Colt
- 1970: Point de chute
- 1982: Les Misérables
- 1986: Le Caviar rouge

## Prijzen
- 1995: Molière d'honneur

### Romans
- 1962: Le sang est plus épais que l'eau, samen met Frédéric Dard  (Fleuve noir)
- 1985: Le Caviar rouge, samen met Frédéric Dard  (Fleuve noir)

### Toneelstukken
- 1949: Les Voyous
- 1954: Responsabilité limitée
- 1957: Vous qui nous jugez
- 1963: Six Hommes en question, samen met Frédéric Dard

### Andere
- 1978: La Sentinelle aveugle (Grasset)
- 1979: Christian Chabanis, Dieu existe? Oui (gesprekken met Jacques Delors, Françoise Dolto, Robert Hossein en anderen) (Stock)
- 1981: Nomade sans tribu, Collection Grands documents contemporains (Fayard)
- 1987: En désespoir de cause (memoires) (Plon)
- 1988: Cécile Barthélemy, Robert Hossein (Favre)
- 1991: Henry-Jean Servat, Le diable boiteux (Éditions du Rocher)
- 2001: La Nostalge (autobiografie) (Michel Lafon)
- 2002: Lumière et Ténèbres (Le Pré aux Clercs)
- 2007: N'ayez pas peur... De croire (Lattès)
- 2008: Christian Dureau, Robert Hossein est son nom (Éditions Carpentier)
- 2013: Tout ce que je n'ai pas oublié (Éditions Le Cherche-Midi)
- 2016: Je crois en l'homme parce que je crois en Dieu (met François Vayne) (Plon)

- Bibsys: 90720082
- Biblioteca Nacional de España: XX1061584
- Bibliothèque nationale de France: cb11907751c (data)
- CiNii: DA13238989
- Gemeinsame Normdatei: 118979728
- International Standard Name Identifier: 0000 0001 1068 9647
- Library of Congress Control Number: no2008026965
- MusicBrainz: 0aa974f9-fb08-434a-bb06-eb62bf453eef
- Nationale Bibliotheek van Tsjechië: xx0146543
- Nationale Bibliotheek van Israël: 987007439901005171
- Nederlandse Thesaurus van Auteursnamen: 072551380
- Réseau des bibliothèques de Suisse occidentale: 02-A003384398
- Istituto Centrale per il Catalogo Unico: NAPV079243
- SNAC: w6xr0z5m
- Système universitaire de documentation: 02738277X
- Trove: 1597225
- Virtual International Authority File: 68731836